# Dicymbium facetum
Dicymbium facetum är en spindelart som först beskrevs av Ludwig Carl Christian Koch 1879.  Dicymbium facetum ingår i släktet Dicymbium och familjen täckvävarspindlar. Inga underarter finns listade i Catalogue of Life.